# Plainclothes
Plainclothes ist ein US-amerikanischer Spielfilm von Carmen Emmi aus dem Jahr 2025. Die Weltpremiere fand Ende Januar im Rahmen des Sundance Film Festivals 2025 statt.

## Handlung
Der junge Lucas arbeitet als Undercover-Polizist. Seine Aufgabe ist es, schwule Männer anzulocken und zu verhaften. Gleichzeitig kämpft er mit seiner eigenen Homosexualität und versucht diese vor seinem Umfeld geheimzuhalten. Als er eines Tages die Bekanntschaft mit Andrew macht, verliebt er sich in ihn. Allmählich beginnt Lucas sich den polizeilichen Befehlen zu widersetzen. Gleichzeitig hat er Angst, dass seine aufregende, geheime Begegnung mit Andrew aufgedeckt werden könnte.

## Veröffentlichung und Rezeption
Plainclothes wurde am 27. Januar 2025 beim 41. Sundance Film Festival uraufgeführt. Dort wurde das Werk in den Hauptwettbewerb für US-amerikanische Spielfilme (englisch: „U.S. Dramatic Competition“) eingeladen.
Von den auf der Website Rotten Tomatoes aufgeführten über ein Dutzend Kritiken sind 76 Prozent positiv bei einer durchschnittlichen Bewertung mit 7 von 10 möglichen Punkten. Ein ähnliches Bild hinsichtlich der Bewertung ergibt sich auf der Website Metacritic. Dort erhielt Emmis Regiearbeit 66 von 100 möglichen Punkten, basierend auf sechs ausgewerteten englischsprachigen Kritiken. Dies entspricht „allgemein positive“ („Generally Favorable“) Rezensionen.

## Auszeichnungen
Plainclothes erhielt beim Sundance Film Festival 2025 eine Einladung in den Wettbewerb um den Hauptpreis für den besten US-amerikanischen Spielfilm. Das Schauspielensemble erhielt einen Spezialpreis der Jury zuerkannt.